# Навилль, Пьер
Пьер Навилль (фр. Pierre Naville; 1904—1993) — французский поэт, теоретик литературы, профессиональный социолог, сюрреалист, троцкист.

## Биография
Из буржуазной семьи швейцарских банкиров. Получил образование в Сорбонне. Восхищался Анри Бергсоном и Альбертом Эйнштейном. Под влиянием событий в России заинтересовался марксизмом и сдружился с будущими марксистскими философами Жоржем Политцером и Анри Лефевром.
Вместе с Андре Бретоном активно участвовал в движении сюрреалистов. В 1922 году совместно с Филиппом Супо, Франсисом Жераром, Максом Жакобом, Луи Арагоном и Блезом Сандраром основал авангардный журнал «l'Œuf dur» («Яйцо вкрутую»). Совместно с Бенжаменом Пере был содиректором сюрреалистического журнала «La Révolution surréaliste» («Сюрреалистическая революция»), основателем в 1924 году Бюро сюрреалистических исследований (Bureau de Recherches Surréalistes).
В 1926 году опубликовал работу «Революция и интеллектуалы», в которой требует от своих друзей и соратников сюрреалистов определиться политически. Тогда же Навилль вступил сперва в молодёжную организацию, а затем и в саму Коммунистическую партию и стал соредактором прокоммунистического журнала «Clarté» («Ясность»), основанного Анри Барбюсом. В 1927 году Навилль был в составе делегации, посетившей в Москве Троцкого. Во Францию он возвращается убежденным сторонником Левой оппозиции и использует «Clarté» как трибуну для распространения антисталинистских идей (например, публикует в ней «Письмо к съезду» Ленина). В итоге, в 1928 году его исключают из ФКП.
Навилль активно включается в жизнь французской Левой оппозиции и становится секретарём редакции журнала «La lutte de classes», основанного на базе «Clarté». После изгнания Троцкого из СССР в 1929 году отправляется посетить его на острове Принкипо вместе с другим лидером французского троцкистского движения Раймоном Молинье. Альфред Росмер ставит задачу объединить троцкистов Франции: сторонников Молинье и сюрреалистов вокруг Навилля. С этой целью последний становится одним из организаторов журнала «La Vérité» («Правда»), начавшего выходить в 1929 году, а также одним из создателей Коммунистической лиги в начале 1930-х годов.
В 1934 году Навилль с другими членами Лиги, следуя тактике энтризма, вступают в Социалистическую партию (СФИО) в качестве «Группы большевиков-ленинцев», однако уже к 1935 году их исключают. Вместе с Пьером Франком они отходят от этой группы и в марте 1936 года создают вокруг газеты «La Commune» Международную коммунистическую партию. В июне этого же года партия объединилась с двумя другими троцкистскими организациями в Международную рабочую партию (МРП); редактором её теоретического журнала «Quatrième internationale» становится Навилль. К 1937 году во французской МРП насчитывается нескольких сотен человек. Однако затем начинается резкое падение численности и через два года в партии состоит всего несколько десятков активистов. В своем письме Жану ван Хейеноорту 23 апреля 1937 года Навилль отмечает:

«С большим объёмом работы и инициатив мы можем удвоить нашу численность в следующие два месяца. Единственная проблема, — как всегда, — наши организационные и пропагандистские возможности».
Внутри МРП существовало несколько подходов к анализу природы Советского Союза. В частности, один из лидеров партии Иван Крайпо отрицал анализ Троцкого, изложенный в «Преданной революции». Он полагал, что строй, существующий в СССР, является бюрократическим коллективизмом, а не деформированным рабочим государством. В октябре 1937 года Навилль писал, что на предстоящей конференции МРП около 30 % делегатов поддержат анализ, предложенный Крайпо.
В 1938 году Навилль участвовал в учредительной конференции троцкистского Четвертого интернационала и был избран в его Исполком, однако в 1939 году порвал с ним. После отхода от IV Интернационала, Навилль пытается создать марксистскую левую группу, не использующую коммунистическую или троцкистскую атрибутику, издает журнал «Revue Internationale». В поисках современных левых в 1950—1960-е годы участвует в Унитарной социалистической партии, Союзе социалистических левых (Union de la gauche socialiste) и в Объединенной социалистической партии, в руководство которой некоторое время входил.

## Научное и теоретическое наследие
После того, как в 1939 году Навилль отошел от троцкистского движения и вернулся в академическую среду, он написал большое количество книг, особенно по социологии, психологии, истории и философии. Среди его трудов: «Революция и интеллектуалы» (1927), «Психология, наука о поведении» (1942), «Жизнь труда и её проблемы» (1954), «Автоматизация и человеческий труд» (1961), «Трактат по социологии труда» (вместе с Фридманом, 1962, 2 тома), «Генезис социологии труда у Маркса и Энгельса» (1967), «Социология сегодня» (1982).
Ему также принадлежит большое чисто работ о марксистской теории и воспоминаний о годах своей политической деятельности, в частности, издание его работ между 1926 и 1939 годом («L’entre deux guerres»), а также мемуаров «Trotsky vivant», вышедших в 1962 году. С началом немецкой оккупации Навилль уничтожил свои письма, которые восстановил (хотя и не все) в 1970-е годы.
После войны сотрудничал с Жоржем Фридманом в Национальном институте научных исследований. В 1957—1959 годах — руководитель исследования «Автоматизация и труд человека». Его работы посвящены истории, психо-социологии труда, изучению проблем профессионального образования, автоматизации, индустриального общества, психологии поведения, а также стратегии и теории войны. В частности, Навилль перевел и издал полное собрание работ Карла Клаузевица.

## Работы

### Сюрреалистические
- Les Reines de la main gauche, 1924

### Политические
- La Révolution et les Intellectuels, 1926
- Les Jacobins noirs (Toussaint-Louverture et la Révolution de Saint-Domingue) with Cyril Lionel Robert James
- La Guerre du Viêt-Nam, 1949
- Le Nouveau Léviathan, 1957—1975
- Trotsky Vivant, 1962
- Autogestion et Planification, 1980

### Социологические
- De la Guerre, translated from Carl Von Clausewitz with Denise Naville and Camille Rougeron
- La Psychologie, science du comportement, 1942
- Psychologie, marxisme, matérialisme, 1948
- La Chine Future, 1952
- La Vie de Travail et ses Problèmes, 1954
- Essai sur la Qualification du Travail, 1956
- Le Traité de Sociologie du Travail, 1961—1962
- L'État entrepreneur: le cas de la régie Renault with Jean-Pierre Bardou, Philippe Brachet and Catherine Lévy, 1971
- Sociologie d’Aujourd’hui, 1981

### Другие
- Memoirs (Le Temps du surréel, 1977)

## Книги о П. Навилле
- Des sociologies face à Pierre Naville ou l’archipel des savoirs — Centre Pierre Naville
- Les logiques de la découverte et celles de l’action par Pierre Rolle in: Pierre Naville, la passion de la connaissance — Michel Eliard, Presses universitaires de Toulouse-le-Mirail, 1996